# Estónia no Festival Eurovisão da Canção Júnior
A Estónia fez sua estreia no Festival Eurovisão da Canção Júnior no concurso de 2023 em Nice, França. A emissora estoniana Eesti Rahvusringhääling (ERR) foi responsável pela participação do país e selecionou Arhanna Sandra Arbma como a primeira representante da Estônia para o Festival Eurovisão da Canção Júnior. A Estônia terminou em penúltimo lugar, marcando 49 pontos. A ERR já havia transmitido o concurso em 2003 e 2004.

## História
A ERR transmitiu as duas primeiras edições do Festival Eurovisão da Canção Júnior em 2003 e 2004, mas não participou porque seria muito caro. As emissoras dos países bálticos, incluindo a Estónia, manifestaram interesse em participar no concurso de 2016. Isto, no entanto, não se concretizou.  Em 29 de agosto de 2023, a União Europeia de Radiodifusão (EBU) publicou a lista dos países participantes no concurso de 2023, que incluía a Estónia. No mesmo dia, a ERR anunciou que Arhanna Sandra Arbma, de 11 anos, seria a participante da Estónia. Sua música, "Hoiame Kokku" ("Let's Stick Together"), música de Arhanna Sandra Arbma, Karl-Ander Reismann, letra de Leelo Tungal, Rael Laikre e foi lançada em 16 de outubro junto com um videoclipe. Na disputa Arhanna terminou em 15º com 49 pontos. Em 24 de novembro de 2023, antes da estreia do país, a ERR disse que estava considerando a possibilidade de fazer da competição de canto Tähtede lava sua final nacional para Eurovisão Júnior. Isto foi confirmado no dia 4 de maio seguinte, antes do final da lava Tähtede. Um dia depois, em 5 de maio de 2024, a Estônia selecionou Annabelle Ats como participante do concurso de 2024.

## Idiomas a concurso
| Idioma            | Vezes |
| ----------------- | ----- |
| Estoniano, Inglês | 1     |

## Participação
Legenda
     Vencedor
     2.º lugar
     3.º lugar
     Pontuação Nula ("Null Points")/Último Lugar
     Melhor classificação (fora do top 3)
     Qualificação para a final (fora do top 3)
     País-anfitrião
     Desclassificado
| #  | Ano         | Artista              | Língua            | Canção                                                                               | Tradutor        | Lugar | Pontos |
| -- | ----------- | -------------------- | ----------------- | ------------------------------------------------------------------------------------ | --------------- | ----- | ------ |
| 1º | Nice 2023   | Arhanna Sandra Arbma | Estoniano, Inglês | Hoiame Kokku C:Arhanna Sandra Arbma, Karl-Ander Reismann L:Rael Laikre, Leelo Tungal | Ficar juntinhos | 15º   | 49     |
| 2º | Madrid 2024 | Annabelle Ats        |                   |                                                                                      |                 |       |        |

## Comentadores e Porta-vozes
| Ano(s)    | Canal           | Comentador(es)                                                 | Porta-voz      | Refs.               |
| --------- | --------------- | -------------------------------------------------------------- | -------------- | ------------------- |
| 2003      | ERR             | Desconhecido                                                   | Não participou | [ 1 ]               |
| 2004      | ERR             | Desconhecido                                                   | Não participou |                     |
| 2005-2022 | Sem transmissão | Sem transmissão                                                | Não participou |                     |
| 2023      | ERR             | Marko Reikop (ETV2) Aleksandr Hobotov and Julia Kalenda (ETV+) | Iris Ashton    | [ 9 ] [ 10 ] [ 10 ] |